# AmbraMarie
AmbraMarie, all'anagrafe Ambramarie Facchetti (Treviglio, 11 giugno 1987), è una cantante e conduttrice radiofonica italiana, divenuta famosa nel 2009 grazie alla sua partecipazione alla seconda edizione di X Factor.

## Biografia
A soli quattro anni comincia a studiare danza, mentre a nove anni inizia a studiare canto. Partecipa a concorsi canori e, a undici anni, partecipa alle trasmissioni televisive Canzoni sotto l'albero e Bravo Bravissimo su Rete 4.
Frequenta poi il liceo classico di Treviglio e, nel 2004, incontra i musicisti: Raffaele D’Abrusco (basso e voce), Cristiano "Hristo" Lepri (chitarra e cori) e Mattia Degli Agosti (batteria). Partecipa come concorrente solista alla seconda edizione di X Factor e, una volta uscita dal programma, Michele "Mighell" Vanelli (Chitarra e voce) si aggiunge alla formazione della sua band e lei inizia a lavorare al suo primo album.
Il 26 novembre 2012 esce per Valery Records 3anni2mesi7giorni, registrato con il produttore artistico Alessandro Paolucci (già collaboratore di varie band come i Prozac+, Vanilla Sky, Baustelle) con la collaborazione al mixaggio definitivo di Steve Lyon. Nell’album è presente anche un featuring con Pino Scotto nel suo brano Regina di cuori.  
Nel 2013 Hristo Lepri abbandona la band
Nel giugno 2009 con Piero Pelù, Stefano Bollani e i Dago partecipa alla realizzazione del cofanetto Nessuna pietà e tutto il ricavato del progetto viene devoluto ad Emergency. Nel settembre dello stesso anno registra I don't mind, che sarà la sigla di apertura della trasmissione televisiva Central Station presentata da Omar Fantini, andata in onda su Sky ed Mtv.
Nel 2012 ha la sua prima esperienza come VJ del programma Occupy Deejay su Deejay TV, in cui si occupa della rubrica dedicata al mondo del rock: RockDJ. Da maggio 2012 conduce, insieme al suo bassista nonché compagno di vita Raffaele D’Abrusco, il programma radiofonico Undici piccoli indiani in onda su Radio Croda.
Nel 2015 esce il singolo Urla per Warner Music Italy. Da marzo 2016 è il nuovo volto dell’emittente Rock TV, per il programma Italians do it better. Il 2 dicembre dello stesso anno esce il suo secondo album Bruciava tutto per l'etichetta Magix Promotion, anticipato dal singolo Diversa. Nell'album è presente un duetto insieme ad Omar Pedrini, intitolato "Nella stanza buia".
AmbraMarie e Raffaele D'Abrusco sono anche i co-fondatori ed unici membri della band John Qualcosa, formata nel 2011, nella quale i due tentano un approccio con la musica indie. Il 15 aprile 2020 esce il primo album in studio del duo, Sopravvivere agli amanti, anticipato dal singolo omonimo. Il nome dell'album è ispirato al film Solo gli amanti sopravvivono di Jim Jarmusch.

## Televisione
- Canzoni sotto l'albero (Rete 4, 1998)
- Bravo Bravissimo (Rete 4, 1998)
- X Factor (Rai 2, 2009)
- Occupy Deejay (Deejay TV, 2012)
- Italians do it better (Rock TV, 2016)
- Le montagne della cultura (Rai 3, 2023)

## Radio
- Undici piccoli indiani (Radio Croda - 2012)
- Electric ladyland su Radiofreccia

## Musicisti di supporto
- Raffaele D’Abrusco - basso
- Michele Vanelli - chitarra
- Mattia Degli Agosti - batteria

### Ex membri
- Cristiano "Hristo" Lepri - chitarra (2004 - 2013)

## Discografia

### Da solista
- 2012 - 3anni2mesi7giorni
- 2016 - Bruciava tutto

### Con i John Qualcosa
- 2020 - Sopravvivere agli amanti

### Singoli
- 2015 - Urla
- 2016 - Diversa
- 2020 - Sopravvivere agli amanti (con i John Qualcosa)